# Liste der Bodendenkmäler in Hösbach
Auf dieser Seite sind die Bodendenkmäler in dem unterfränkischen Markt Hösbach zusammengestellt. Diese Tabelle ist eine Teilliste der Liste der Bodendenkmäler in Bayern. Grundlage ist die Bayerische Denkmalliste, die auf Basis des Bayerischen Denkmalschutzgesetzes vom 1. Oktober 1973 erstmals erstellt wurde und seither durch das Bayerische Landesamt für Denkmalpflege geführt wird. Die folgenden Angaben ersetzen nicht die rechtsverbindliche Auskunft der Denkmalschutzbehörde.

## Bodendenkmäler in Hösbach
| Lage                                  | Objekt | Akten-Nr.     | Bild           |
| ------------------------------------- | --- | ------------- | -------------- |
| (Standort)                            | Grabhügel, daraus Funde der Bronzezeit. | D-6-5921-0007 |                |
| (Standort)                            | Grabhügel vorgeschichtlicher Zeitstellung. | D-6-5921-0008 |                |
| Gräfenberg bei Rottenberg (Standort)  | Spätmittelalterlicher Burgstall. | D-6-5921-0009 | weitere Bilder |
| Klosterberg bei Rottenberg (Standort) | Spätmittelalterlicher Burgstall. | D-6-5921-0010 | weitere Bilder |
| (Standort)                            | Grabhügel mit Bestattungen der Hallstattzeit. | D-6-5921-0012 |                |
| (Standort)                            | Neuzeitliches Pingenfeld. | D-6-5921-0061 |                |
| (Standort)                            | Neuzeitliche Pinge. | D-6-5921-0088 |                |
| (Standort)                            | Neuzeitlicher Kalkbrennofen. | D-6-5921-0107 |                |
| (Standort)                            | Neuzeitlicher Kalkbrennofen. | D-6-5921-0108 |                |
| Hauptstraße 93 (Standort)             | Archäologische Befunde im Bereich des frühneuzeitlichen Vorgängerbaues der spätneuzeitlichen katholischen Pfarrkirche St. Michael von Hösbach mit mittelalterlicher Kapelle als Vorgängerbau sowie Körperbestattungen.   | D-6-5921-0109 | weitere Bilder |
| Erlenbacher Straße 10 (Standort)      | Archäologische Befunde im Bereich der spätneuzeitlichen katholischen Filialkirche St. Johannes von Nepomuk von Feldkahl.                                                                                                 | D-6-5921-0120 | weitere Bilder |
| (Standort)                            | Archäologische Befunde im Bereich der frühneuzeitlichen Wallfahrtskapelle bei Rottenberg. | D-6-5921-0122 | weitere Bilder |
| Schmerlenbacher Straße 12 (Standort)  | Archäologische Befunde im Bereich der frühneuzeitlichen katholischen Pfarrkirche St. Agatha mit mittelalterlichem Vorgängerbau sowie Körpergräber und mittelalterliche und frühneuzeitliche Klosteranlage Schmerlenbach. | D-6-6021-0027 | weitere Bilder |
| (Standort)                            | Grabhügel vorgeschichtlicher Zeitstellung. | D-6-6021-0033 |                |
| (Standort)                            | Bestattungsplatz vorgeschichtlicher Zeitstellung mit Grabhügeln. | D-6-6021-0034 |                |
| (Standort)                            | Bestattungsplatz vorgeschichtlicher Zeitstellung mit Grabhügeln. | D-6-6021-0035 |                |
| (Standort)                            | Grabhügel vorgeschichtlicher Zeitstellung. | D-6-6021-0036 |                |